# Francisco van Camp
Francisco van Camp fue un fotógrafo holandés del siglo XIX afincado en Filipinas y uno de los pioneros de este arte en el país asiático, entonces colonia española. Hoy en día conocemos su nombre por la versión españolizada que él adoptó.

## Biografía
De origen holandés, Francisco Van Camp desarrolló su carrera profesional en Filipinas, afincado en la ciudad de Manila, que durante la segunda mitad del siglo XIX se había convertido en una de las ciudades más modernas y prósperas de España y de Asia.
Algunas de sus imágenes son muy conocidas, como la que representa a una mestiza chino-filipina hecha en torno a 1875.
Francisco Van Camp tenía su estudio en el barrio de Binondo de Manila, en el número 35 de la histórica calle Escolta. Había continuado con este comercio fotográfico, el primero del que se tiene referencia en Filipinas, al hacerse cargo de él en 1870, tras el fallecimiento de su propietario anterior, el británico Albert Honnis. Este último lo había inaugurado sólo cinco años antes, a su llegada al país.

## Obra
Uno de sus trabajos más importantes y que le dio gran reconocimiento fue la cobertura del terremoto ocurrido en julio de 1880 en la ciudad de Manila, además de su documentación gráfica de los diferentes tipos étnicos filipinos.

## Exposiciones
- 2006. Filipiniana, una mirada abierta al pasado y el presente de Filipinas, por primera vez en España. Palacio Conde Duque[7]

## Libros (selección)
Sus obras pueden verse en numerosos libros y artículos sobre Filipinas:
- El imaginario colonial – Fotografía en Filipinas durante el periodo español (1860-98), de Juan Guardiola.